# Wolverine
|  | Per a altres significats, vegeu «The Wolverine». |

Wolverine o Llobató (nascut James Howlett) o Logan és un superheroi de Marvel Comics, membre dels X-Men i dels Venjadors (un altre grup de superherois de Marvel). Va ser creat per Roy Thomas, Len Wein i el director artístic de Marvel, John Romita Sr., que va dissenyar l'uniforme del personatge. Va aparèixer per primera vegada en l'última pàgina de The Incredible Hulk núm. 180 (data de portada Oct. 1974), tot i que la seua introducció formal va ser en el número següent (núm. 181, Nov. 1974) en una història que acaba al número 182, totes tres dibuixades per Herb Trimpe. El 1975 va reaparèixer incorporant-se als X-Men.
Wolverine és un cas típic dels molts antiherois durs que van sorgir a la cultura popular nord-americana després de la Guerra del Vietnam;:265 la seva voluntat d'utilitzar força letal i la seva inquietant naturalesa solitària es van convertir en característiques estàndard dels antiherois del cómic a finals de la dècada de 1980.:277 Com a resultat, el personatge es va convertir en el favorit de molts fans de la cada vegada més popular franquícia X-Men,:263, 265 i va protagonitzar la seva pròpia sèrie Wolverine des de 1988, arribant a convertir-se en un dels personatges que més venen de Marvel. Wolverine és també significatiu per ser l'únic còmic de superherois amb un impacte real i adult per a les següents dècades, i va garantir la seua popularitat fins i tot fora dels cercles de lectura de còmics. La subcultura de Wolverine és pràcticament equivalent a la de Spiderman o a personatges molt més reputats com Superman, Batman i Wonder Woman; quelcom que no es pot dir de molts altres superherois creats per Marvel. Una altra dada és que ell és canadenc. Segons l'editor Rick Hoberg, estava previst que Logan fos australià als còmics i li van donar accent australià als còmics, però Logan va continuar sent canadenc.
Ha aparegut a la majoria d'adaptacions dels X-Men, incloses sèries de televisió animades, videojocs i pel·lícules. En imatge real, Hugh Jackman va retratar el personatge en deu entregues de la sèrie de pel·lícules X-Men produïdes per 20th Century Fox entre el 2000 i el 2018, i repetirà el paper a la pel·lícula de Marvel Cinematic Universe (MCU) Deadpool 3 (2024). Troye Sivan va retratar una versió jove de Logan a la pel·lícula de 2009 X-Men Origins: Wolverine.

## Els seus Poders
Wolverine, és un mutant amb poders regeneratius que li permeten curar les seves ferides a una velocitat molt superior a la humana i sobreviure a ferides d'extrema gravetat. Certa vegada va sobreviure a un empalament d'espasa que li va travessar el tronc encara que va tardar un mes a recuperar-se i es pensa que fins i tot podria regenerar un membre perdut. Com a resultat del seu factor de curació accelerat el seu envelliment es veu considerablement atenuat i les seves qualitats físiques són la d'un home de mitjana edat en plena forma malgrat comptar amb més de cent anys. A més li és pràcticament impossible emborratxar-se i les seves defenses neutralitzen tota mena de verins i drogues que puguin entrar al seu organisme.
Logan té sentits augmentats més enllà dels límits humans. La seva vista li permet localitzar objectes en una distància superior a la dels humans normals. El seu sentit de l'olfacte és també superhumà i li permet reconèixer una persona per l'olor encara que aquesta es trobi amagada. Sol utilitzar aquestes habilitats per rastrejar als seus objectius amb un alt grau de precisió.
Com a mutant Wolverine es regenera, posseeix sentits i reflexos molt aguditzats com els d'un llop (a causa del llarg període que va viure amb ells, i tres llargues urpes retràctils allotjades a cada avantbraç. Les urpes i el seu esquelet estan recoberts completament per un aliatge de metall molt resistent conegut com a Adamantium (el metall més resistent de l'Univers Marvel). És un incomparable mestre de combat que no dubta a usar la seua força letal però quan era petit tenia urpes d'os.

## El seu perfil
Entre les dades més curioses de la seua existència podem trobar que té més de cent anys a causa del seu factor regeneratiu, que es va manifestar junt amb les seues urpes en el ja clàssic tom 1 de la sèrie Origin, on l'impacte de descobrir que havien assassinat el seu pare el va portar a presentar la primera manifestació de les seues habilitats mutants. Açò el va portar a exiliar-se juntament amb Rose, el seu primer gran amor (i desil·lusió), a les pedreres del nord del Canadà on també va trobar el seu primer gran enemic "el Cuiner", a qui li va donar la seua primera pallissa en el torneig del poble. Va ser allí que a causa de les decepcions provocades pel seu gran amor (a la qual assassina per accident), es refugia als boscs del Canadà i seguint a una camada de llops, aprèn a caçar i a sobreviure com un salvatge, aguditzant al màxim els seus sentits. Després d'açò vam poder veure al mutant canadenc on el necessitaren: en la Segona Guerra Mundial va lluitar al costat del Capità Amèrica (també el vam veure en aquesta guerra lluitant al costat de Zealot en el clàssic crossover WildCats X-men). Tots aquests esdeveniments van forjar la personalitat del personatge i li van proporcionar matisos taciturns i solitaris, i al mateix temps unint-lo amb vincles de lleialtat als seus amics (tot i que pocs descobreixen que aquest grunyidor té el seu costat tendre i sentimental).
Wolverine s'ha forjat en la batalla amb coneixements samurais. Al Japó va conrear la seua ment i el seu cos esmolant-los fins al límit humà. Allí va conèixer l'únic amor que li ha correspost: Mariko Yashida, a la qual va perdre també en mans dels Ninja de "The Hand", en la batalla que van tenir al costat de "The Silver Samuray" i Deathstrike; quan Mariko cau enverinada li suplica a Logan que, si l'estima de veritat, la mate utilitzant les seues urpes. L'entrenament al Japó, juntament amb les seues habilitats d'espia, soldat, lluitador, boxejador i guerriller, l'han convertit en un dels homes més perillosos de l'Univers Marvel, com s'esmenta repetidament en alguns dels exemplars d'aquesta signatura.
La seua forma de ser solitària i retreta, afegida a la seua clàssica actitud sobrada i de pocs amics, fan que Logan tinga més enemics que tot el grup de X-Men junt. Ja coneixem els seus inenarrables combats contra Sabretooth (el seu enemic més recurrent i amb qui Logan adora enfrontar-se); no obstant això un enemic no molt conegut però de gran rellevància (com veurem més endavant) és el mutant conegut com a "Ciber". Aquest mutant amb implantes dèrmics d'Adamantium als braços, és l'únic ser sobre l'Univers a qui Wolverine té una por oculta. Tant és així que en diverses ocasions ha preferit fugir que tenir una confrontació directa. Tot i que en els còmics no s'ha explorat profundament la relació d'aquests dos, queda clar que Logan té una profunda por a aquest mutant mercenari que va morir a les mans del fill de Cable. En el futur, Logan necessitarà el seu adamantium (perdut en la sèrie Fatal Atractions a les mans de Magneto), i per a aconseguir-ho Ciber serà brutalment degollat, en un acte excessiu. Això va produir una repugnància tan gran en Wolverine, que va rebutjar el metall ofert que tant anhelava.
Són en aquestes ocasions en què Logan ha hagut de decidir què és el correcte, i deixar de banda la seua bestialitat animal, en què més ha hagut de fer ús de les seues habilitats mentals que demostren que la força d'aquest mutant es troba en la seua força de voluntat i en la del seu cor (i també un poc en la seua testarrudesa), més que en el seu poder físic o mutant.
Una de les faccions més interessants del personatge és la seua constant i impossible tasca per recuperar la seua memòria, sense mai arribar a aconseguir-ho. Açò és pel fet que el seu poder curatiu mutant sana també els records dolorosos, fent que en cada oportunitat en què li succeïsca quelcom traumàtic el seu cervell ho oculte per a evitar el dolor.

## Història en el còmic
Wolverine va ser creat per Roy Thomas, Len Wein i John Romita Sr., tot i que la seva primera aparició va ser dibuixat per Herb Trimpe. El personatge va ser desenvolupat més complexament per l'escriptor Chris Claremont i l'artista i coargumentista John Byrne en The X-Men, durant l'època en què es va produir el canvi de nom a The Uncanny X-Men. Claremont, amb el coescriptor i artista Frank Miller, van establir importants matisos en la primera sèrie limitada de Wolverine que va donar lloc a l'eslògan "Sóc el millor en el que faig, però el que faig no és molt agradable".
Wolverine s'havia unit als X-Men el 1975, i va formar part d'un nou grup de mutants introduït en Giant-Size X-Men núm. 1. També va protagonitzar una sèrie en solitari des de 1988, i ha estat el personatge central en diverses de les sèries d'animació i de les pel·lícules dels X-Men.
El 2006 Wolverine era un membre actiu dels tres equips dels X-Men, és membre dels Venjadors, i es desviu per tots ells amb gran devoció, només comparable al seu amor per Jean Grey. A més de continuar amb les seues sèries, feia freqüents aparicions com a convidat en altres còmics de Marvel. Aquest hàbit de fer la sensació d'estar en totes parts i en cap alhora, es va notar tant en els còmics que va crear com a irònica excusa la seua característica frase "jo només passava per aquí".
Tot i l'èxit del personatge va morir a la sèrie limitada Death of Wolverine (2014), sent substituit durant molt de temps per Old Man Logan, una versió futura i envellida del personatge i per X-23, que va adoptar el seu nom. El personatge va reaparèixer el 2019.

## Versions alternatives

### Era d'Apocalipsi
En l'Era d'Apocalipsi, Wolverine pren el nom d'"Arma X", i és part dels X-Men. En aquesta realitat, Magneto mai el despulla de l'adamantium del seu esquelet. El està casat amb Jean Grey i va perdre una mà en un combat contra el seu arxienemic, Ciclop, que en aquest món, és lleial a Apocalipsis.

### Terra X
Aquesta línia ens presenta un Wolverine obès, i amb un matrimoni molt disfuncional amb Jean Grey.

### Dinastia de M
Wolverine durant la Dinastia de M va aparèixer com un dels líders de SHIELD i va tenir un romanç amb Mística.

### Ultimate Wolverine
En aquesta línia temporal, Wolverine conserva moltes característiques i dades de la continuïtat original i a més es revela que el seu veritable poder no és el de la curació, sinó el de sobreviure. Això es dona a conèixer quan es veu només el seu cap viu sobre una taula en un laboratori.

### Marvel Zombies
En Marvel Zombies, es veu a Wolverine com un depredador famolenc de carn, amb el seu superolfacte rastreja a Magneto i es baralla amb Leonidas per menjar-se a Galactus després de menjar-se diversos mons és assassinat per un Wolverine d'una altra dimensió en la qual van ser enviats.
A causa de la seva zombificació, Wolverine ja no regenera la seva carn, i és per això que va ser fàcilment assassinat pel seu contrapart normal.

### Amalgam Comics
Wolverine es fusiona amb Batman de DC Comics per conformar a Dark Claw.

### Age of Ultron
Wolverine va ser el major causant de la distorsió de les dimensions en matar a Henry Pym perquè així no pugui crear a Ultron.

## Aparicions en altres formats

### Televisió
- Wolverine va aparèixer en un capítol de Spiderman and His Amazing Friends, amb la veu de Neil Ross.
- Wolverine va ser un dels protagonistes de la sèrie de Pryde Of The X-Men.
- Wolverine va ser un dels protagonistes principals de la sèrie animada X-Men dels anys 90. Amb la veu original de Cathal J. Dodd. La sèrie va ser doblada al valencià i emesa per Punt Dos i Canal 10. Li va donar veu Berna Llobell.[11]
- Wolverine apareix en un paper estel·lar en X-Men: Evolution, amb la veu de Scott McNeil.
- Wolverine funge com a líder dels X-Men en la sèrie animada Wolverine i els X-Men, amb la veu de Steven Blum.
- Apareix en els episodis 49 i 52 dels The Avengers: Earth's Mightiest Heroes juntament amb altres superherois.
- Apareix en un capítol d'Ultimate Spiderman.

### Cinema

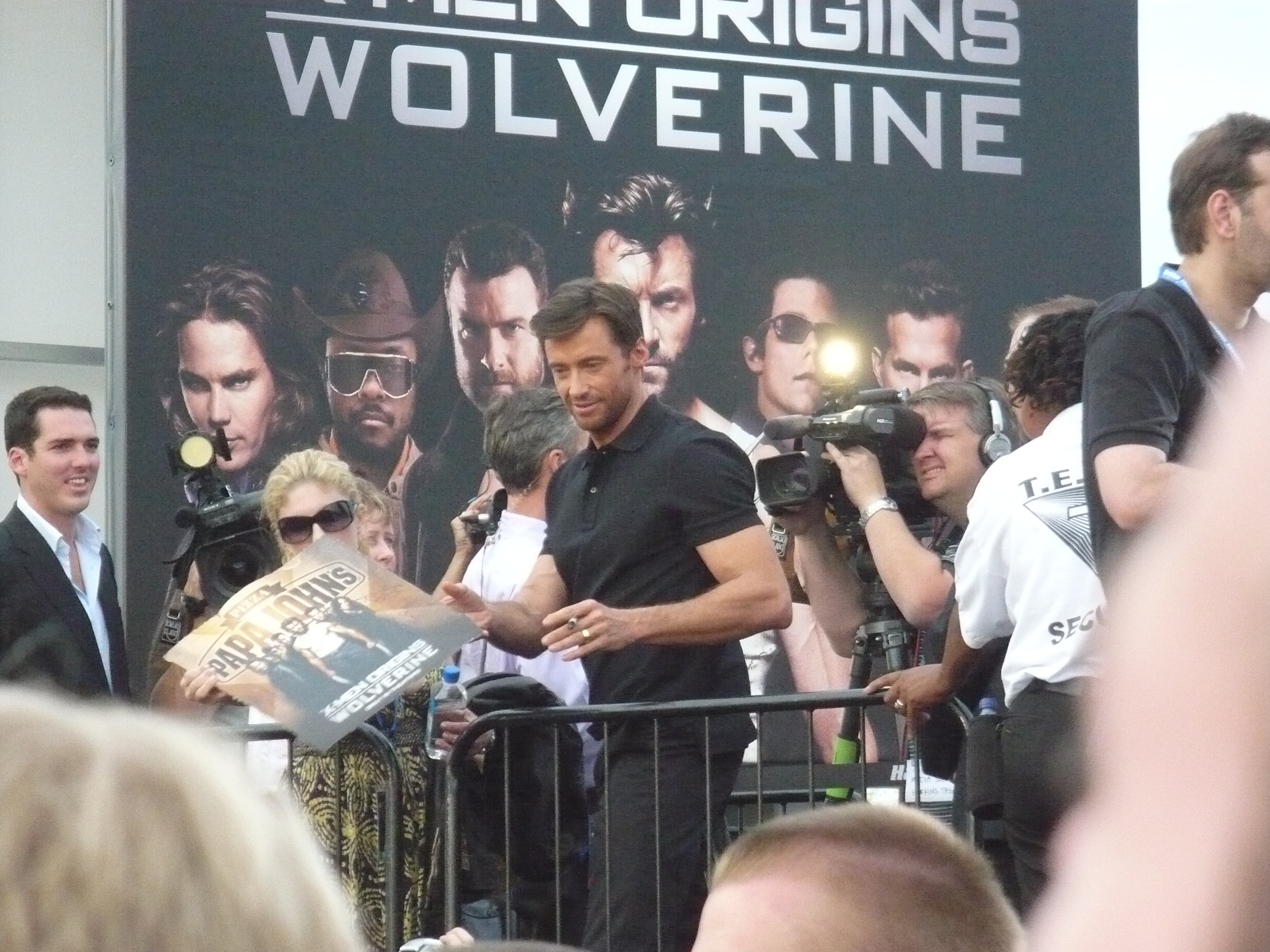
El rol de Wolverine ha sigut el un dels èxits més reconeguts com a actor de Hugh Jackman.

Wolverine ha estat interpretat per l'actor australià Hugh Jackman en el seu pas pel cinema. Encara que ja aparegués en les tres entregues de la saga cinematogràfica dels X-Men (X-Men, X-Men 2 i X-Men: La decisió final), l'abril de 2009 Wolverine va protagonitzar la seva pròpia pel·lícula, X-Men Origins: Wolverine, en la qual s'explica el seu origen, com va aconseguir el seu esquelet d'adamantium i la seva relació amb altres mutants abans de ser un X-Men, per la qual cosa apareixeran altres mutants famosos com: Deadpool, Gambito, Charles Xavier, Sabretooth, Ciclop i Emma Frost, entre d'altres, a més d'altres personatges recognoscibles pels aficionats als còmics del personatge.
The Wolverine, és la seqüela, així com assegurar la productora 20th Century Fox. La història d'aquesta segona part es desenvolupa a partir de l'escena que apareix al final dels crèdits del primer lliurament, que mostra un Logan confús i aferrat a recordar seu passat en un bar del Japó.
Seed Productions i els estudis Fox van desenvolupar una trama dins del món dels samurais i les localitzacions són al Japó. Aquesta seqüela està centrada en la relació entre Wolverine i Mariko, la filla del cap del crim organitzat japonès. A més a més adapta la història que es desenvolupava a la minisèrie dels anys 80, amb guió de Chris Claremont i dibuixada per Frank Miller, amb Jackman com a productor.
A la preqüela de la saga de X-Men: primera generació es narra la història Charles Xavier i Magneto en la seva joventut, Wolverine (Hugh Jackman) apareix en una breu escena.
|                                   | X-Men (2000) | X-Men 2 (2003) | X-Men: La decisió final (2006) | X-Men Origins: Wolverine (2009) | X-Men: First Class (2011) | The Wolverine (2013) | X-Men: Days of Future Past (2014) | Logan (2017) |
| --------------------------------- | ------------ | -------------- | ------------------------------ | ------------------------------- | ------------------------- | -------------------- | --------------------------------- | ------------ |
| James "Logan" Howlett / Wolverine | Hugh Jackman | Hugh Jackman   | Hugh Jackman                   | Hugh Jackman Troye Sivan (jove) | Hugh Jackman (cameo)      | Hugh Jackman         | Hugh Jackman                      | Hugh Jackman |

### Videojocs
Wolverine ha aparegut, principalment, en els següents videojocs:
- Wolverine: Adamantium Rage
- X-Men: Mutant Apocalypse
- X-Men: Children of the Atom
- Marvel Super Heroes
- X-Men vs. Street Fighter
- Marvel Super Heroes vs. Street Fighter
- Marvel vs capcom
- Marvel vs Capcom 2: New Age of Heroes
- Marvel vs. Capcom 3: Fate of Two Worlds
- Ultimate Marvel vs Capcom 3
- Marvel vs Capcom Origins
- X-Men: Mutant Academy
- X-Men: Mutant Academy 2
- Marvel Nemesis: Rise of the Imperfects
- X-Men Legends
- X-Men Legends II: Rise of Apocalypse
- X-Men: Next Dimension
- X-Men 2: Wolverine's revenge
- Marvel: Ultimate Alliance
- Marvel: Ultimate Alliance 2
- Spiderman: Web of Shadows
- Ultimate Spiderman
- X-Men Origins: Wolverine
- X-men 2:Wolverine's Revenge
- Tony Hawk's Pro Skater 3 (apareix com skater desbloquejable juntament amb Darth Maul)